# Andrea Ranocchia
Andrea Ranocchia (* 16. února 1988) je bývalý italský fotbalista, který hrál jako obránce. V letech 2010–2022 hrál za Inter Milán.

## Klubová kariéra
Narodil se v Assisi, svou kariéru začal v Perugii a poté přešel do Arezza. V sezóně 2005/2006 hrál s klubem mládežnickou Primaveru. Svůj debut v A-týmu Arezza si odbyl v sezóně 2006/2007 v Serii B, trenérem klubu byl v té době Antonio Conte.

### Genoa

#### Hostování v Baru
V srpnu 2008 přestoupil za 1,55 milionu eur do Genoa CFC, z klubu byl rovnou poslán na hostování do Bari. V Bari, kde byl trenérem Antonio Conte, vytvořil obrannou dvojici s Leonardem Bonuccim. V sezóně vyhráli Serii B a postoupili do Serie A. Dne 26. června 2009 Genoa Arezzu doplatila dalších 2,45 milionu eur.
Dne 1. července 2010 skončilo hostování v Bari. V červnu 2010 se Genoa dohodla s Interem Milán na výměně Ranocchii za Mattiu Destra. Dne 20. července 2010 přestoupil do Interu.

### Inter Milán
Dne 27. prosince 2010 Inter doplatil dalších 12,5 milionu eur, dohromady zaplatil 19 milionů eur.
V sezóně 2010/2011 hrál v Genoe, kde byl na hostování. Debut si odbyl 9. ledna 2011 proti Catanii v Serii A (výhra 2:1). Svou první sezónu v Interu ukončil s 2. místem v lize a vítězstvím v Coppa Italia. V následující sezóně Inter prohrál s AC Milán ve finále Supercoppa Italiana 2011.
V sezóně 2014/2015 byl kapitánem Interu, když na postu nahradil Javiera Zanettiho. Dne 30. června 2015 Inter oznámil, že s Ranocchiou prodloužil smlouvu. Během sezóny 2014/2015 odehrál 42 zápasů a vstřelil 2 góly. Na postu kapitána ho ale nahradil Mauro Icardi.
V sezóně 2015/2016 byl Ranocchia náhradníkem, kvůli tomu v první polovině sezóny nastoupil jen desetkrát. Dne 28. ledna 2016 byl poslán na hostování do Sampdorie Janov. Dne 31. ledna 2017 byl poslán na hostování do Hull City. Debut si odbyl o den později proti Manchesteru United, když střídal Joshe Tymona. Svůj první gól vstřelil 1. dubna proti West Hamu. 
V sezóně 2017/2018 odehrál 13 zápasů a vstřelil 2 branky.
V následující sezóně odehrál ve všech soutěžích pouze 7 zápasů, ačkoliv vstřelil svůj první gól v evropských soutěžích, 21. února 2019 v Evropské lize proti Rapidu Vídeň.
Dne 29. dubna 2019 prodloužil smlouvu do roku 2021. Trenérem klubu se navíc stal Antonio Conte. 
V sezóně 2020/2021 získal své první scudetto, když Inter vyhrál ligu.

### Monza
Dne 21. června 2022 podepsal dvouletou smlouvu s Monzou. Debut si odbyl 8. srpna v zápase Coppy Italia proti Frosinone. Dne 21. září, po třech měsících, z klubu odešel a 22. září 2022 oznámil konec kariéry.

## Reprezentační kariéra
Dne 21. srpna 2007 debutoval za Itálii U21 v přátelském utkání proti Francii, střídal Fabiana Santacroce. Zúčastnil se Mistrovství světa U21 v roce 2009, kde se Itálie dostala do semifinále, kde je vyřadil pozdější mistr Německo.
V seniorské reprezentaci debutoval 17. listopadu 2010 v přátelském utkání proti Rumunsku (remíza 1:1).
Byl nominován do předběžného 32členného a 25členného výběru na Mistrovství Evropy ve fotbale 2012, do konečného 23členného výběru se ale nedostal. Byl zařazen také do 30členného předběžného výběru na Mistrovství světa ve fotbale 2014, od závěrečného výběru se však znovu nedostal. V srpnu 2015 nastoupil do zápasů kvalifikace na Mistrovství Evropy ve fotbale 2016.